# Dowcip internetowy
Dowcipy internetowe – anonimowe parodie inspirowane i najczęściej nawiązujące do różnych wydarzeń lokalnych bądź ogólnoświatowych. Dowcipy internetowe można spotkać na dedykowanych im stronach w postaci preparowanych tekstów, zdjęć, animacji, gier w postaci apletów Java i Flash oraz w poczcie elektronicznej.

## Postać nielegalna
Dowcipy te ze względu na swoją medialność są często wykorzystywane przez cyberprzestępców, którzy, modyfikując kod źródłowy stron internetowych, obrazów, czy apletów, dołączają do niego szkodliwy kod, np. wirusy komputerowe. Najbardziej rozpowszechnionym sposobem infekcji są tzw. łańcuszki internetowe rozsyłane na skrzynki e-mail z rozśmieszającą lub poruszającą treścią z zawartą prośbą o rozesłanie listu do reszty przyjaciół.
Ten sposób wykorzystywany jest również przez osoby rozsyłające tzw. spam, czyli niechciane wiadomości. Spreparowany dowcip pełni funkcję rzutki. List proszący w swej treści o rozesłanie wiadomości do dużej liczby osób daje firmom możliwość częściowego prześledzenia i skolekcjonowania kolejnych adresów, na które ta wiadomość została wysłana. Adresy następnie służą firmie celom marketingowym (rozsyłaniem reklam).
Przykładowe treści wiadomości: 
- "(...) Roześlij tę wiadomość do 15 osób w ciągu 3 dni, a spełni się twoje życzenie (...)"
- "(...) Mój synek jest ciężko chory. (...) Jeśli wyślesz tę wiadomość do 10 osób w przeciągu 10 min. pomożesz mi go leczyć. (...)"
- "(...) Nie pytaj jak to działa. Prześlij tę wiadomość osobom, na których ci szczególnie zależy, a w nagrodę na ekranie ukaże ci się filmik (...)"
- "(...) Drogi Odbiorco! Jestem albańskim wirusem komputerowym, ale z uwagi na słabe zaawansowanie informatyczne mojego kraju nie mogę Ci nic zrobić. Proszę, skasuj sobie jakiś plik i prześlij mnie dalej. (...)"